# Turm (Heraldik)
Der Turm ist in der Heraldik eine gemeine Figur.

## Beschreibung
Viele Wappen tragen dieses stilisierte Bauwerk im Schild. Die vielfältige Bauform dieser Wappenfigur erschwert die einfache Beschreibung. Hier soll nur der einzelne Turm Beachtung finden. Die anderen Möglichkeiten, wie z. B. mehrere Türme zu einem Bauwerk gefügt, sind unter „Siehe auch“ erläutert. Auch die technischen Türme, wie Ölfördertürme, Sendetürme, Leuchttürme und ähnliche werden hier nicht beschrieben.

Schiefer Turm in Vierzon

Im Wappen kann ein einzelner Turm oder auch eine größere Anzahl vertreten sein. Die Stellung weicht nicht von der anderen Wappenfigur ab. Bei drei Türme im Wappen ist die Möglichkeit 2;1 Stellung, pfahlweis oder balkenweis möglich. Die Form des Turmes sollte so genau beschrieben werden, dass ein Heraldiker zum richtigen Wappen gelangt. Der Zinnenturm ist der beliebteste für ein Wappen, aber andere Formen, wie isoliert stehende Kirchtürme, sind auch verbreitet und gehören hier erwähnt zu werden. Zu erkennen sind diese oft durch ein Kreuz an der Turmspitze. Ein Turm mit drei aufgesetzten kleinen Türmen ist noch nicht dem Kastell zuzuordnen. Wappen mit Turmruinen sind auch möglich.
Die Tingierung ist den heraldischen Regeln in allen heraldischen Farben und Metallen entsprechend möglich. Sichtbare Fenster und Tor können offen (Wappen- oder Feldfarbe ist sichtbar) oder geschlossen (Öffnungen sind schwarz) sein und sollten bei der Blasonierung erwähnt werden.
Auch Wappentiere oder Menschen können in enger Verbindung mit dem Turm sein. Eine Beflaggung oder ein befestigtes Wappenschild ist erwähnenswert.

Beispiele
Drei gemauerte rote Zinnentürme im Wappen von Allenwiller
Eine Zinnenturmruine im Wappen von Aranc
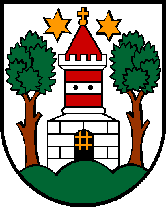
Wehrturm mit Schießlöchern in Bad Leonfelden
Roter gestufter Zinnenturm mit geschlossenem goldenem Tor den ein goldbewehrter blauer Löwe hält (Bohuslän)
Ein schwebender, spitzbedachter roter Burgturm slawischer Bauart (Brenz/Mecklenburg)
In Rot zwei Zinnentürme mit offenen Fenstern und Tor (Cospeito)
Gemauerter goldener Rundturm mit rotem Spitzdach und offenem Tor im Wappen von Dohna
Turm mit zwei Erkertürmchen (Neunburg vorm Wald)
In Blau ein silberner Turm mit sich nach oben verjüngendem Schaft, ausladendem Geschoss und zwei schwarzen Fenstern in schwarzem Fachwerk (Neverin)
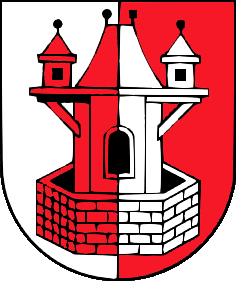
Turm in verwechselten Farben (Waldenburg/Sachsen)
Zinnenturm mit drei aufgesetzten Türmen (Beispiel)
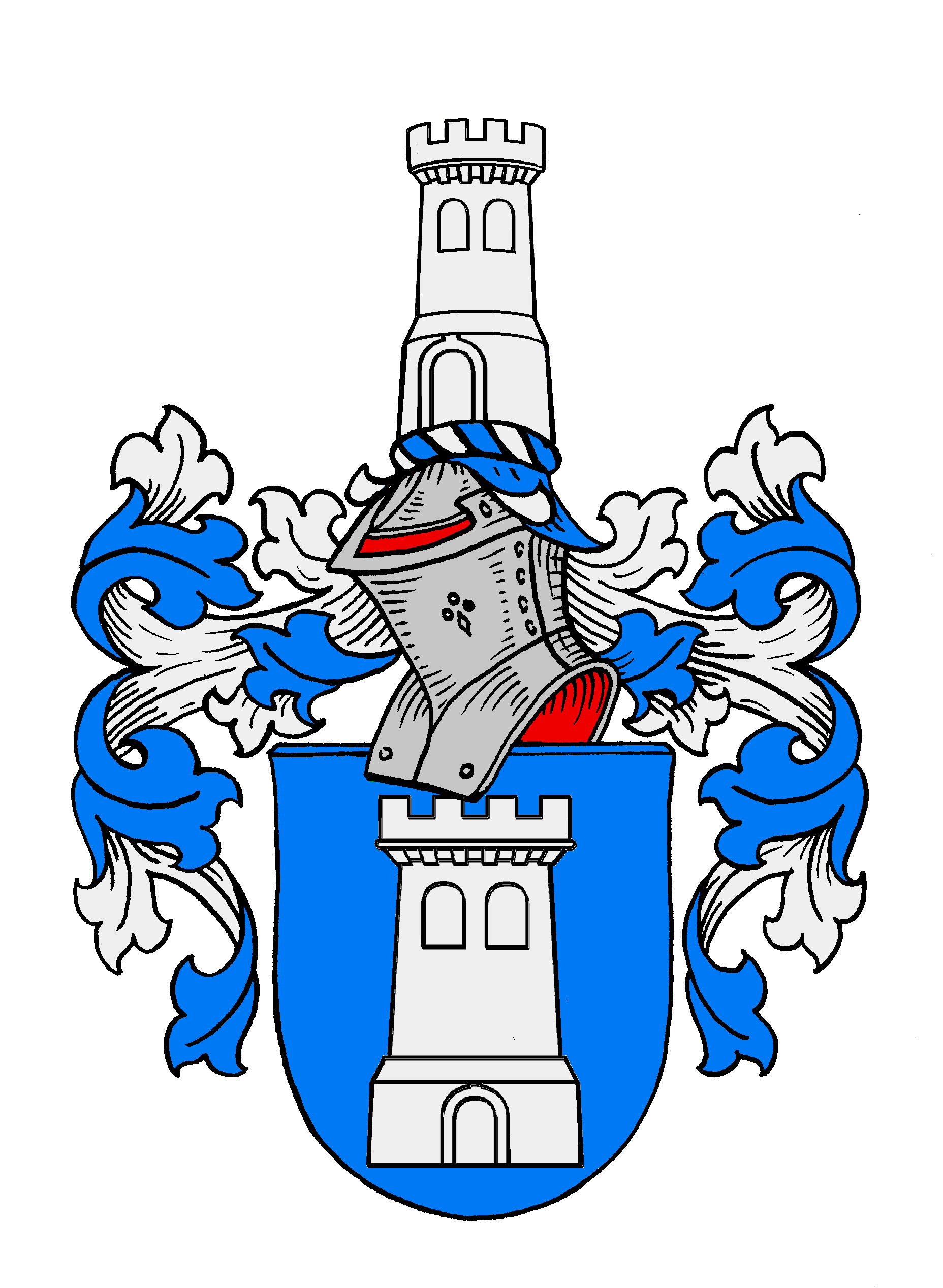
Stammwappen derer von Dellingshausen
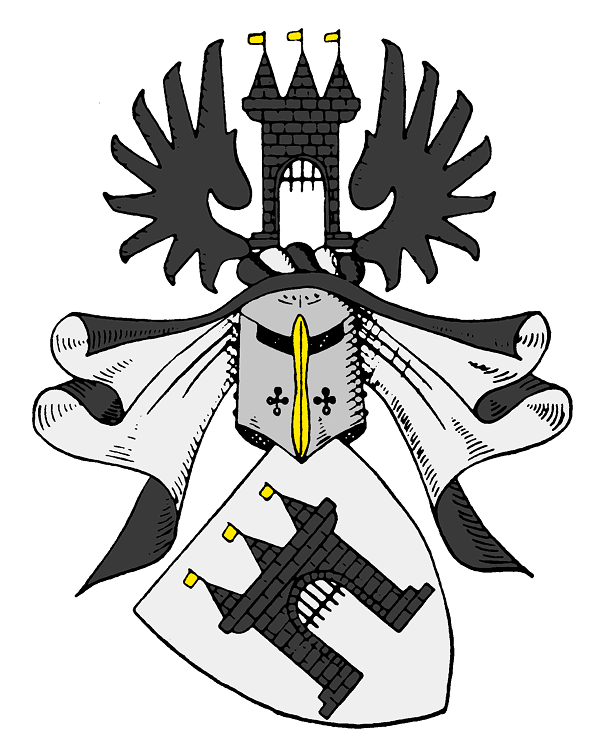
Stammwappen derer von der Wenge und von der Wenge gen. Lambsdorff
Stammwappen der Lübecker Patrizier Lüneburg
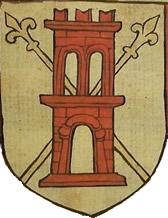
Wappen der Torriani (Della Torre oder deutsch: Thurn)

## Verwandte Formen
Weiterentwicklungen des Turms in der Heraldik sind Burg, Kastell, Mauer, Leuchtturm, Kirchturm oder Roch.